# Скребишівський скарб
Скребишівський скарб — скарб, знайдений 1969 року на березі річки Протоки (Ротоки) у селі Скребиші Білоцерківського району Київської області. 

## Опис
Скарб належить до XVII ст. і складається зі 168 монет, серед яких монети Польщі, Литви, Швеції, Пруссії та Брандербурґу. Найстаріша серед монет — польський півторагрошовик Сигізмунда III, випущений 1619 року, наймолодша — прусський драйпелькер Фрідріха Вільгельма II, датований 1685 роком. 
Найбільша кількість монет (132) карбована у Польщі за Сигізмунда III. З них 129 півторагрошовиків, які в Україні звалися чехами і були одними з напоширеніших розмінних монет XVII ст. На 107 півторагрошовиках є герб Сас Миколи Даниловича, підскарбія коронного; 16 монет мають герб Пулкозіц Гермолая Ліґензи, підскарбія коронного. 
У скарбі є півторак 1620 року, карбований у Ризі, два литовські гроша Сигізмунда III з гербом Вадвич, шведсько-прибалтійські драйпелькери Густава II Адольфа і Карла XI. 
Скребишівський скарб зберігається у Білоцерківському краєзнавчому музеї.